# Komszomolszk-na-Amure
Komszomolszk-na-Amure (oroszul: Комсомольск-на-Амуре, magyarul szabad fordításban: Amúr-menti Komszomolszk) város Oroszország távol-keleti részén, Moszkvától 8825 km-re, az Amur partján. A Habarovszki határterület második legnagyobb városa, a szovjet korszakban az orosz Távol-Kelet egyik legnagyobb hadiipari központja volt. 
Neve arra utal, hogy a várost kezdetben komszomolisták mozgósításával építették. 
Lakossága: 263 906 fő (a 2010. évi népszámláláskor).

## Fekvése
A Habarovszki határterület déli részén, Habarovszktól 348 km-re északkeletre (autóúton 404 km-re), az Amur alsó folyásának partján helyezkedik el, az Ohotszki-tenger partjától kb. 300 km-re. Nyugat felé magas hegycsúcsokra látni, keleten a Szihote-Aliny előhegyei sorakoznak. Az Amur itt 1,5 – 2,5 km széles, és ezen a szakaszán 20 km széles ártere van. A város a bal part mentén több mint 30 km hosszan húzódik. 
Vasúti csomópont a Szovjetszkaja Gavany tengeri kikötőig vezető Bajkál–Amur-vasútvonalon (rövidítve: BAM), és dél felé vasútvonal köti össze a transzszibériai vasútvonallal. A város mellett vezet át az Amuron a BAM hídja, mely egyben közúti híd is. 
Komszomolszk két részből áll, melyeket a kis Szilinka folyó és a tajga sávja választ el egymástól, és egy 7 km hosszú autóút köt össze. Az egyik a központinak nevezett nagyobbik rész, ahol a hajógyár is van, a másik Dzjomgi, mely a repülőgépgyár körül alakult ki. Ennek megfelelően közigazgatásilag is két részre tagolódik: a Központi közigazgatási körzetre és a Lenin közigazgatási körzetre (Dzjomgi). Lényegében azonban mindkettő önálló város. A Központi közigazgatási körzet városmagjában a sztálini időszak négyemeletes, dekoratív homlokzatokkal készült házai állnak, a későbbi időkben létesített negyedekben 8-12 emeletes lakóépületek magasodnak.

## Éghajlata
Éghajlata alapvetően kontinentális, de a Csendes-óceán viszonylagos közelsége miatt nyáron a monszun éghajlat érezteti hatását. A januári középhőmérséklet -28,9 °C, a júliusi 25,7 °C; az évi középhőmérséklet -0,7 °C. A csapadék évi mennyisége eléri az 570 mm-t.

## Történeti áttekintés

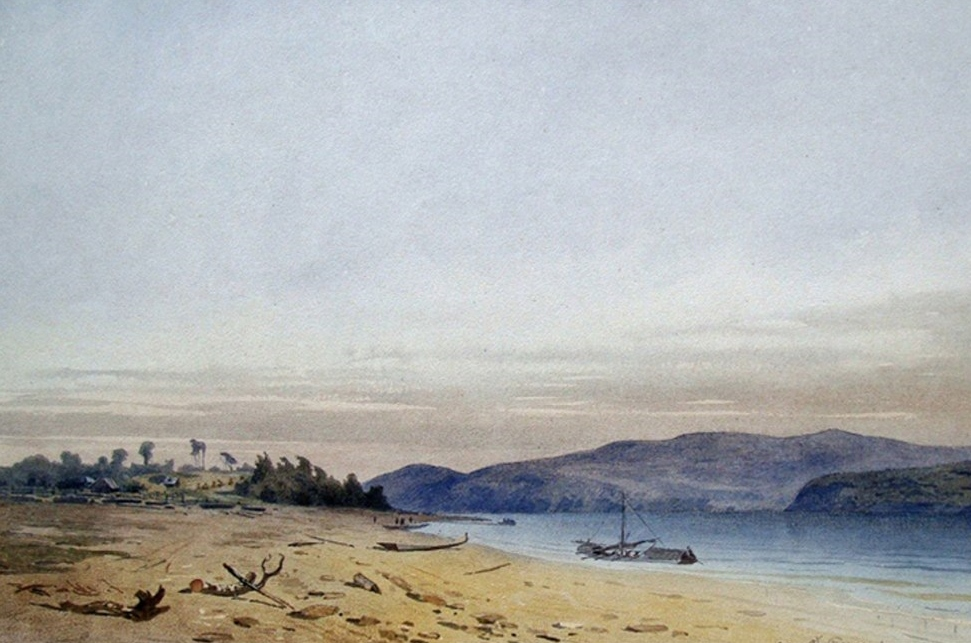
Permszkoje falu. F. F. Baganc rajza, 1866

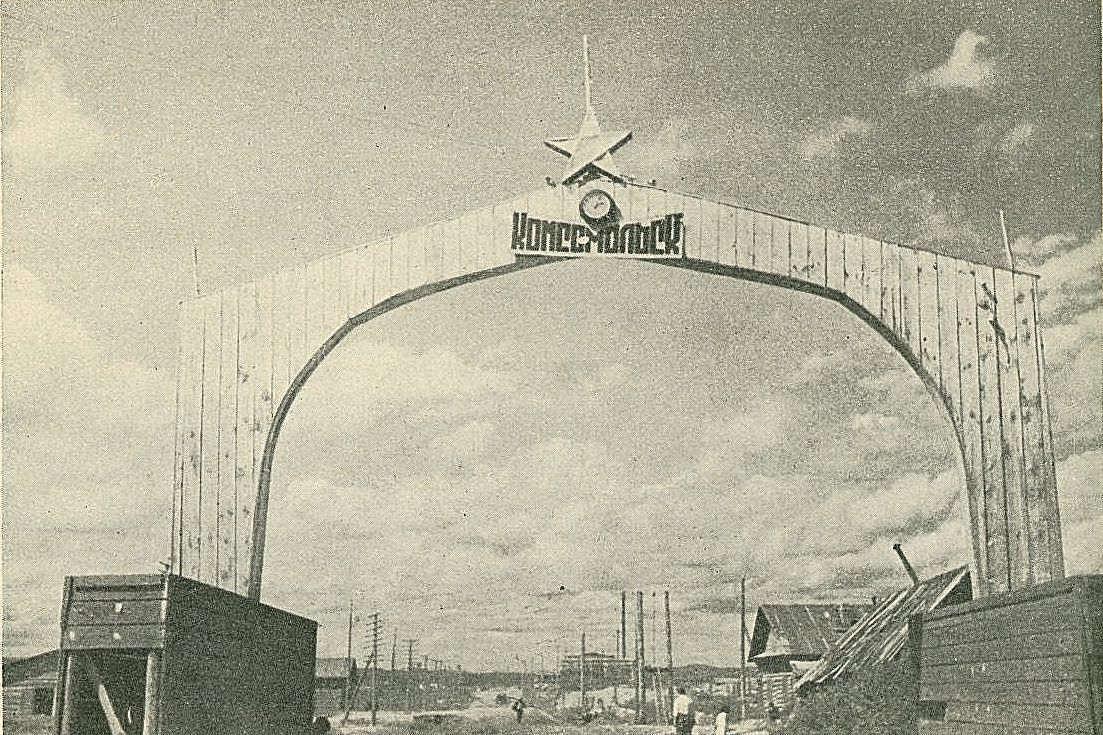
A város bejárata (1937)

A várost az orosz Permszkoje falu és a nanajok Dzjomgi (Дзёмги) nevű települése helyén létesítették és 1932-ben alapították. Alapítását az orosz Távol-Kelet hadiiparának sürgős megteremtése indokolta. 
A Kínai-keleti-vasútvonal elfoglalása és a szovjet-kínai konfliktus és  miatt 1930-ban a szovjet vezetés elhatározta a Távol-Kelet fejlesztését, a hadiflotta sürgős megerősítését és hajógyár létesítését. Kezdetben a gyárat az Amur és az Usszuri találkozásánál akarták felépíteni, de Japán mandzsúriai agressziója miatt (1931 őszén) a kínai határtól jóval távolabbi helyet választották. 1932 januárjában döntöttek a Bajkálontúli Vasútvonalról (a mai transzszibériai vasútvonalról) leágazó szárnyvonal megépítéséről (egy régi, 1910-ben készült terv alapján) és februárban a  hajógyár építéséről Permszkoje faluban, valamint áprilisban döntés született egy repülőgépgyár létesítéséről a közeli Dzjomgiban. A repülőgyár építési területét azonban hamarosan elöntötte az ár, ezért átköltöztették a tajga mélyére (a Dzjomgi nevet megtartva), így a két településrész több km-re került egymástól. 
Permszkojeból hivatalosan már 1932-ben Komszomolszk-na-Amure néven város lett, de a hajógyár alapkövének letételétől, 1933. június 12-től számítják a város születését. A következő év nyarán lerakták a repülőgyár alapkövét, és az első gép, Andrej Tupoljev tervezése 1936-ban hagyta el a gyárat. Az 1930-as években újabb nagy ipari üzemek épültek, köztük az Amursztal kohászati gyár és az ólom akkumulátorokat előállító üzem. 
Az építkezésekhez mozgósították a Komszomol ifjúsági szervezet hálózatát is. Az első építők sátrakban és barakokban laktak, majd elszórt kis telepek alakultak ki, de a népesség nagyon gyorsan növekedett. Az építkezéseken a szakembereken és az önkénteseken kívül legnagyobb számban a Gulag foglyainak (Nyizsnye-Amur Lag, DalLag) és a különböző okokból otthonukból tömegesen kitelepítettek (az ún. szpec-pereszelenci) munkáját vették igénybe. (1933-ban csupán a hajógyár és körzete építésére tízezer Gulag-foglyot irányítottak). 1934-ben városépítési terv készült, amely 3-400 ezer fős várossal számolt. Elkezdődött a városközpont kialakítása, de még sokáig szétszórt, egymástól a tajga sávjával elválasztott telepek is alakultak. 1937-ben elkészült a két városrészt, Dzjomgit és Permszkojet összekötő út.
A világháború idején azután minden erőt a vasút- és gyárépítkezések befejezésére, illetve a haditermelésre fordítottak. Az itteni repülőgépgyárban szerelték össze a háború idején a szovjet légierő több mint 2700 darab Il–4-es távolsági bombázóját. Szahalinról kőolajvezetéket építettek, befejezték az Amursztal kohászati üzem és az olajfinomító építését, lerakták a tengeri kikötőhöz vezető vasútvonalat, melyre a hadseregnek szüksége volt a partok és Szahalin védelmében. 
A háború utáni időszakban több könnyű- és élelmiszeripari vállalat alakult. Az 1960-as és 1970-es években nagyobb lendületet vett az építőipari tevékenység, az út- és lakásépítés. A BAM vasútvonal teljes befejezésével a város nagy vasúti csomópont lett, az Amur vasúti hídját 1975-ben adták át.
Komszomolszkot a szovjet időkben 700 ezer fős nagyvárossá akarták fejleszteni (2005-re), a Szovjetunió felbomlása és az azt követő válság ezt megakadályozta. A gazdasági életet meghatározó nagy hadiüzemek megrendelés nélkül maradtak. A városba áttelepülők korábbi újabb és újabb hulláma helyett megkezdődött a lakosság elköltözése. Ez a folyamat a 21. században is tart.

## Gazdaság, közlekedés

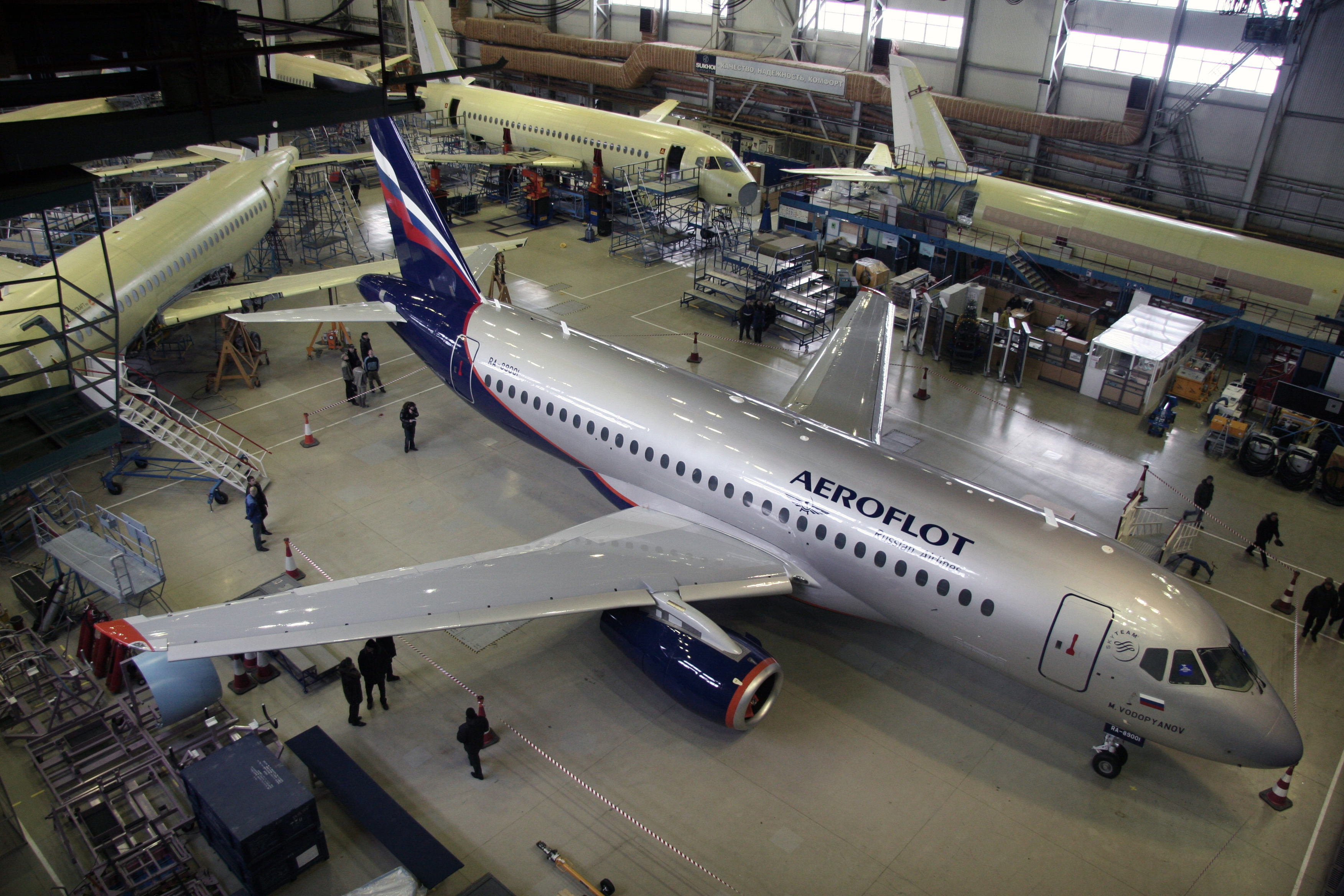
Szuhoj Superjet 100 gépek a repülőgépgyárban

Gazdasági életét a nehézipari és a hadiipari termelés túlsúlya jellemzi. Ide tartozik a repülőgépgyártás, a hajógyártás, az acél- és vaskohászat (Amursztal), a gépipar (Amurlitmas, ), a kőolajfinomítás, stb.
A város gazdaságát keletkezésétől fogva meghatározza a hajógyár és a repülőgépgyár működése. A korábban Jurij Gagarinról elnevezett repülőgépgyár, mai nevén Komszomolszki Repülőgépgyártó Termelési Egyesülés (rövidítve KNAAPO) készíti többek között a Szu–33 vadászrepülőgépeket és a Szu–35 nehéz vadászbombázókat, valamint a PAK FA ötödik generációs vadászbombázót. A 21. században tevékenységét a polgári repülőgépgyártás területére is kiterjesztette (Szuhoj Superjet 100 regionális utasszállító).
A hajógyárban elsősorban hadihajókat építenek, de polgári célú megrendeléseket is teljesítenek. Az 1960-as években itt készültek az elsőgenerációs atommeghajtású robotrepülőgép-hordozó tengeralattjárók. Itt kezdték építeni a Nyerpa atommeghajtású vadász-tengeralattjárót is; a civil termelésre átálláskor leálltak vele, de 2004-ben építését folytatták, és 2012-ben az indiai haditengerészet is „kapott” belőle.
A világháború idején létesített és évtizedekig működött kénsavgyár és az indító-akkumulátorokat gyártó üzem – sok más iparvállalathoz hasonlóan – a 21. század első évtizedére megszűnt. A háború idején aknákat és torpedókat előállító Parusz nevű egykori földalatti üzem csarnokai romosan, üresen állnak.
Az Amursztalt ('amuri acél') a város harmadik meghatározó jelentőségű gyára volt. Eredetileg teljes ciklusú kohászati üzemmé akarták fejleszteni. 1936-ban kezdték építeni, de a háború miatt az eredeti tervtől eltértek és feszített ütemben megépítették a Martin-acél- és hengerművet, melyeket 1942-ben helyeztek üzembe. 
Az Amursztal az orosz Távol-Kelet egyetlen elektroacélt előállító üzeme (kb. két évtizeden át, 2017-ig Amurmetall néven működött). 2013-tól csődeljárás alatt állt, nagy adósságai miatt nehezen találtak rá vevőt. 2017 elején gazdált cserélt, a Torex cég tulajdona lett és visszakapta eredeti nevét.
A Komszomolszki Olajfinomítót (Комсомольский нефтеперерабатывающий завод) a szahalini olajbányászatra alapozva kezdték építeni 1938-ban. A háborús körülmények között a tervezettnél korábban, 1942 telén, de kisebb kapacitással kezdett termelni, természetesen a front számára. A csővezeték építése a szahalini Oha-ból 1940-ben kezdődött; 1942-ben csak egy Amur menti faluig jutottak el, ahonnan hajón szállították a gyárba a nyersolajat. Teljes hosszában az olajvezeték 1962-re készült el, majd a második vezetékszál 1970-ben. 
A 21. század első évtizedében teljes rekonstrukciót végeztek a gyárban, jelentős műszaki fejlesztés is történt. A szahalini kőolajon kívül zömmel már a nyugat-szibériai mezők vasúton érkező nyersolaját dolgozzák fel.

### Közlekedés

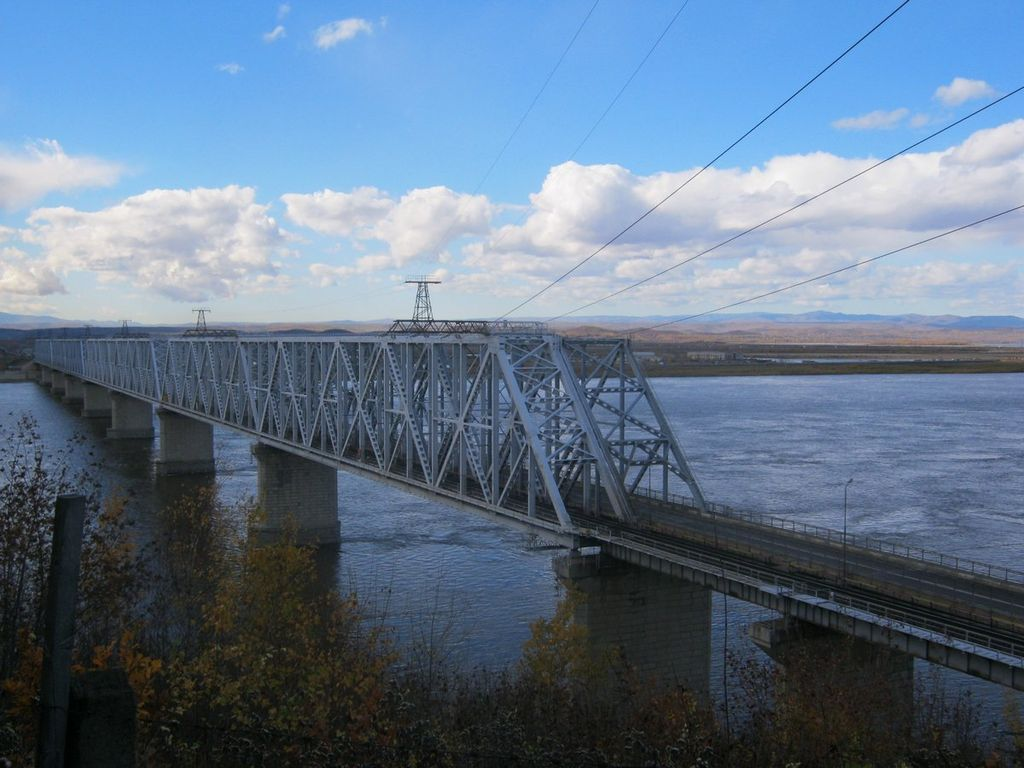
Híd az Amuron

Az Amuron átívelő vasúti hídat 1975-ben nyitották meg és 1981-re közúti híddá bővítették. Egyvágányú vasúti pálya és kétszer egy sávos autóút vezet át rajta. 1975 előtt a  folyón erre a célra épített kompok szállították át a vasúti kocsikat, télen pedig a keményre fagyott jégre fektetett síneken közlekedtek. 
A polgári repülőtér a várostól kb. 20 km-re, Hurba település mellett épült. A védelmi minisztérium felügyelete alá tartozó katonai repülőtér különálló részlegeként működik és a nagy utasszállítók fogadására is képes.

## Felsőoktatás, kultúra

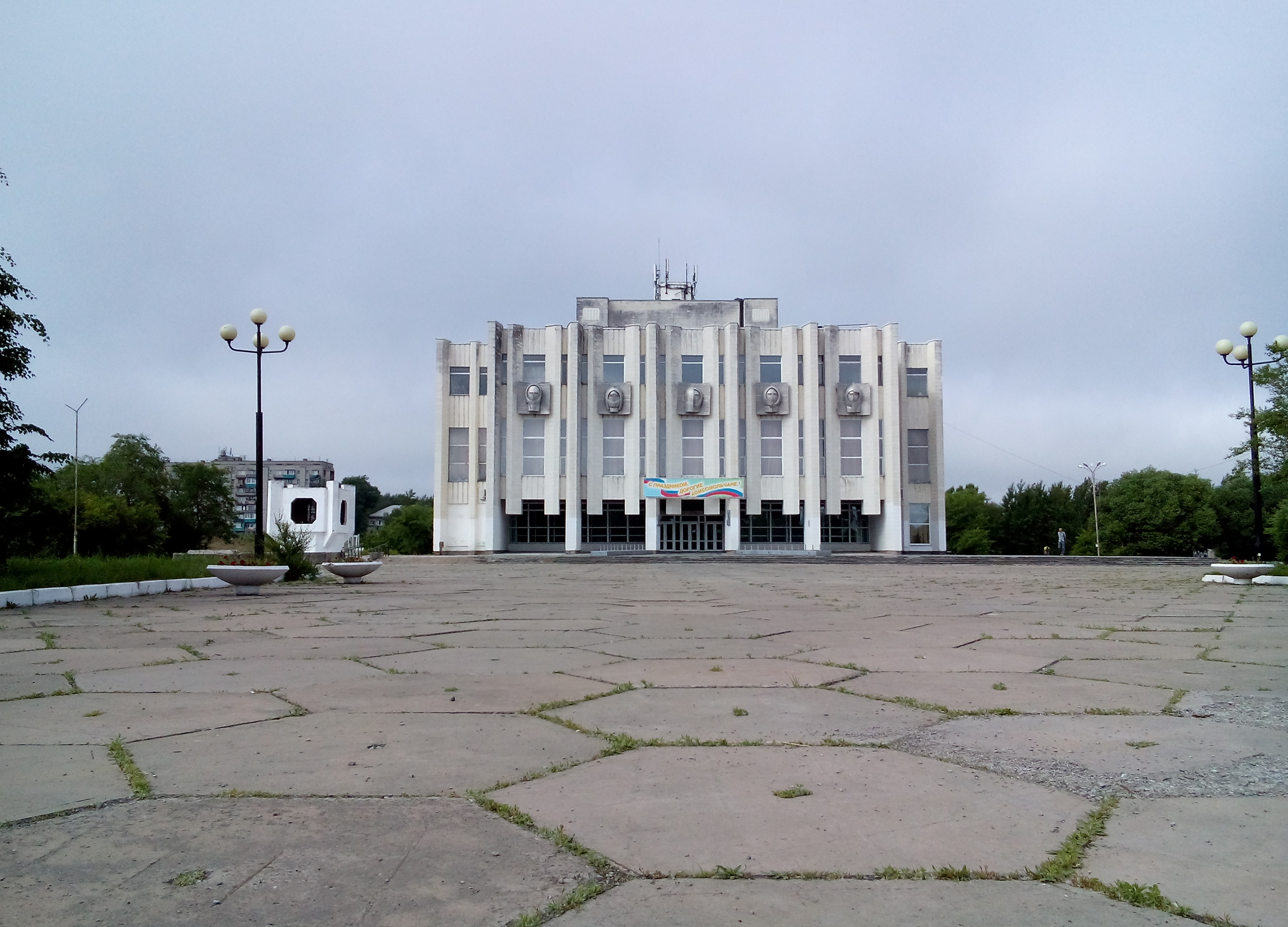
A színház épülete (2014)

- A Komszomolszk-na-Amurei Állami Egyetem elődjét esti tagozatos politechnikai főiskolaként alapították 1955-ben. Első épülete az 1958/59-es tanévre készült el. 1974-től nappali tagozatos képzésre tértek át. 1994-ben az intézmény műszaki egyetem lett, 2017 novembertől pedig Komszomolszk-na-Amurei Állami Egyetem.[10]
- Amuri Humán-pedagógiai Állami Egyetem. Mai épületét 1936-ban kezdték építeni és 1954-ben adták át az akkor alapított tanárképző főiskolának. Az intézmény 1999-ben kapott egyetemi akkreditációt.[11]
- A város színházát 1933-ban alapították és a Gulag foglyai építették. Az épületet a 2010-es években kívül-belül teljesen felújították és 2017 őszén nyitották meg újra.[12][13]